# Conisania renati
Conisania renati är en fjärilsart som beskrevs av Charles Oberthür 1890. Conisania renati ingår i släktet Conisania och familjen nattflyn. Inga underarter finns listade i Catalogue of Life.